# StayC
STAYC (hangul: 스테이씨 Seuteissi, kanji ステイシー Suteishī, akronim od: Star To A Young Culture) – południowokoreański girlsband k-popowy, założony przez High Up Entertainment, który zadebiutował 12 listopada 2020 roku debiutanckim singlem Star To A Young Culture. W jego skład wchodzi sześć członkiń: Sumin, Sieun, Isa, Seeun, Yoon, J.
Nazwa ich oficjalnego fanklubu to Swith.

## Nazwa
Nazwa grupy STAYC jest akronimem od „Star To A Young Culture”, co oznacza „odzwierciedlenie celu grupy, jakim jest zdominowanie popkultury”.

## Historia

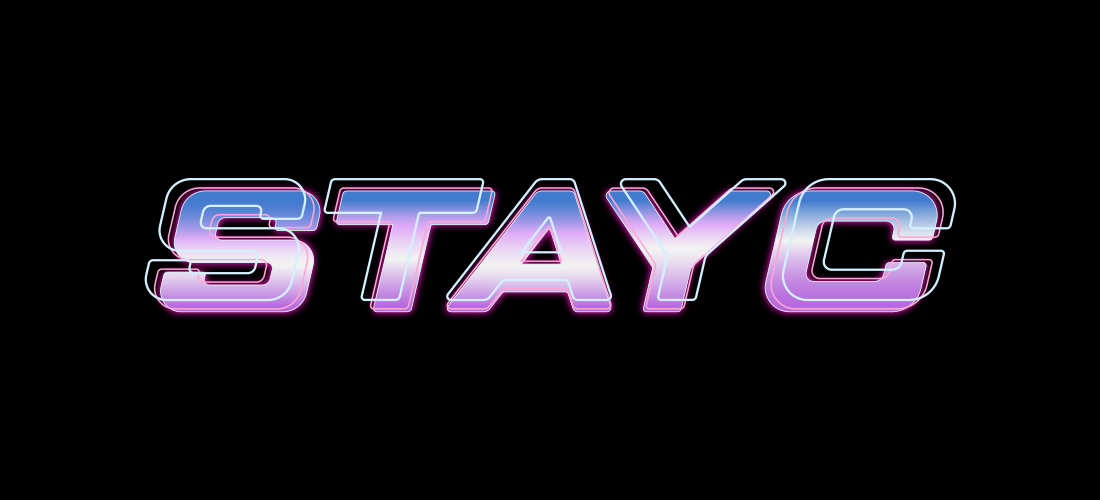
Oficjalne logo STAYC (2020)

### Przed debiutem
Sieun była dobrze znana jako córka piosenkarza Park Nam-junga oraz z ról w koreańskich dramach, takich jak „Good Wife”, „7ir-ui wangbi” i „Wang-i doen namja”. Za rolę w „Seoreun-ijiman yeol-ilgop-ipnida” zdobyła nagrodę na SBS Drama Awards 2018 Nagrodę dla Młodych Aktorów.
Seeun była również znana z ról aktorskich w dramach takich jak „Pasuggun” i „Circle: I-eojin du segye”.
Przed debiutem grupa została roboczo nazwana „High Up Girls”, przez ich wytwórnię High Up Entertainment.
8 września 2020 roku ogłoszono, że High Up Entertainment planuje debiut nowej żeńskiej grupy, której pierwszą członkinią jest Sieun. 9 września opublikowano zdjęcia profilowe trzech już potwierdzonych członkiń, Sieun, Seeun i Sumin.
W ostatnich miesiącach przed debiutem pojawili się w serialu dokumentalnym YouTube Originals „K-Pop Evolution” wraz z odrzuconymi stażystkami Chang Chien-chien („Lydia”) i Kim Min-jung.
11 października High Up Entertainment ogłosiło, że grupa zadebiutuje 12 listopada 2020 roku. Ostatnie członkinie Isa, J i Yoon zostały ujawnione w zwiastunach odpowiednio 12, 13 i 14 października. Tymczasem tytuł i główny utwór „So Bad” z singla Star To A Young Culture został ogłoszony 22 października. Tego samego dnia ukazał się również jego zwiastun. Singel został wyprodukowany przez Black Eyed Pilseung, duet znany z takich hitów jak „Like Ooh-Ahh”, „Cheer Up”, „TT” od Twice, „Touch My Body” od Sistar czy „Dumhdurum” od Apink. Duet producencki opisał brzmienie grupy jako połączenie „młodości” i „świeżości”, podkreślając ich „niepowtarzalne i indywidualne barwy wokalne”. Przed wydaniem płyty promocja odbyła się za pośrednictwem YouTube i 1theK, a taneczne covery piosenek takich grup jak Blackpink, BTS czy NCT uzyskały ponad milion wyświetleń. Z kolei wokalne covery piosenek Twice czy Red Velvet uzyskały ponad dwa miliony wyświetleń.

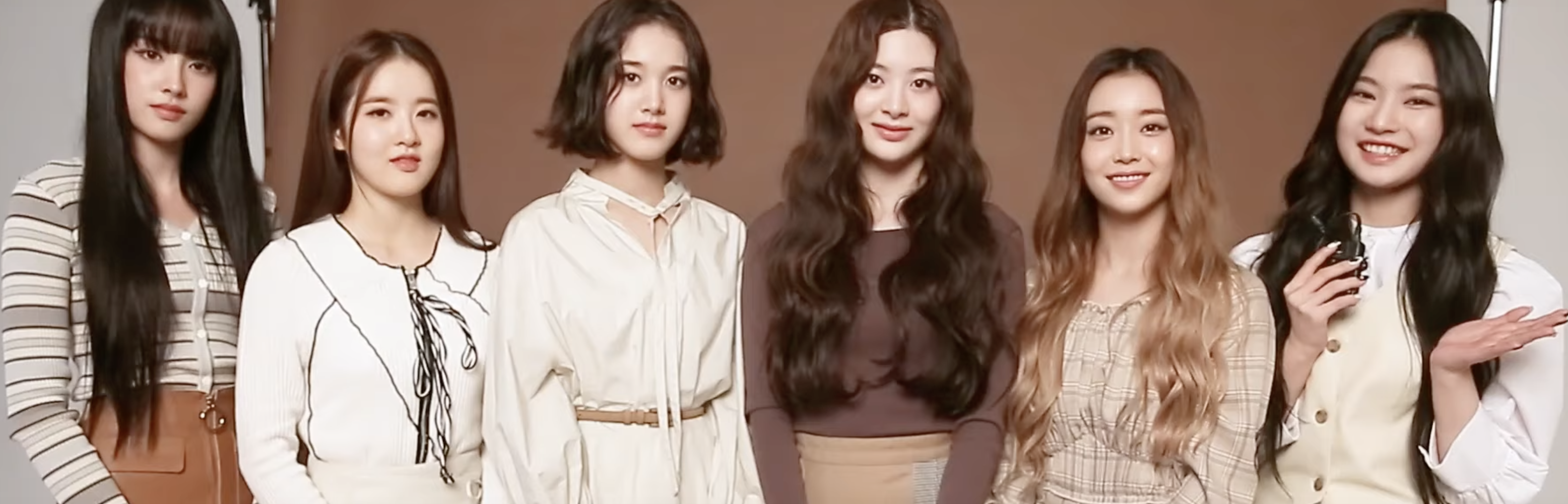
STAYC w listopadzie 2020

### 2020–2021: Debiut zStar To A Young Culture,StaydomiStereotype
Pierwszy single album grupy Star To A Young Culture, został wydany 12 listopada, a teledysk do głównego singla albumu „So Bad” miał ponad 2,6 miliona wyświetleń w ciągu pierwszych 24 godzin. Single album pierwszego dnia sprzedał się w ponad 4 300 egzemplarzach, to najlepszy wynik spośród grup dziewcząt, które zadebiutowały w 2020 roku. W międzyczasie sprzedał się w ponad 10 000 egzemplarzy w pierwszym tygodniu. Jako pierwszy debiutancki album grupy dziewcząt, który osiągnął taki wynik w 2020 roku. STAYC promowały swój główny singel So Bad i drugi utwór „Like This” poprzez debiut na VLIVE. 13 listopada grupa zadebiutowała w programie muzycznym Music Bank, następnie pojawiła się w Inkigayo, Show Champion i The Show. Single album zadebiutował na 17. miejscu w cotygodniowej liście albumów Gaon Chart, podczas gdy piosenka „So Bad” zadebiutowała na 90. miejscu listy Billboard's K-pop Hot 100 oraz na 21. miejscu listy World Digital Song Sales. 

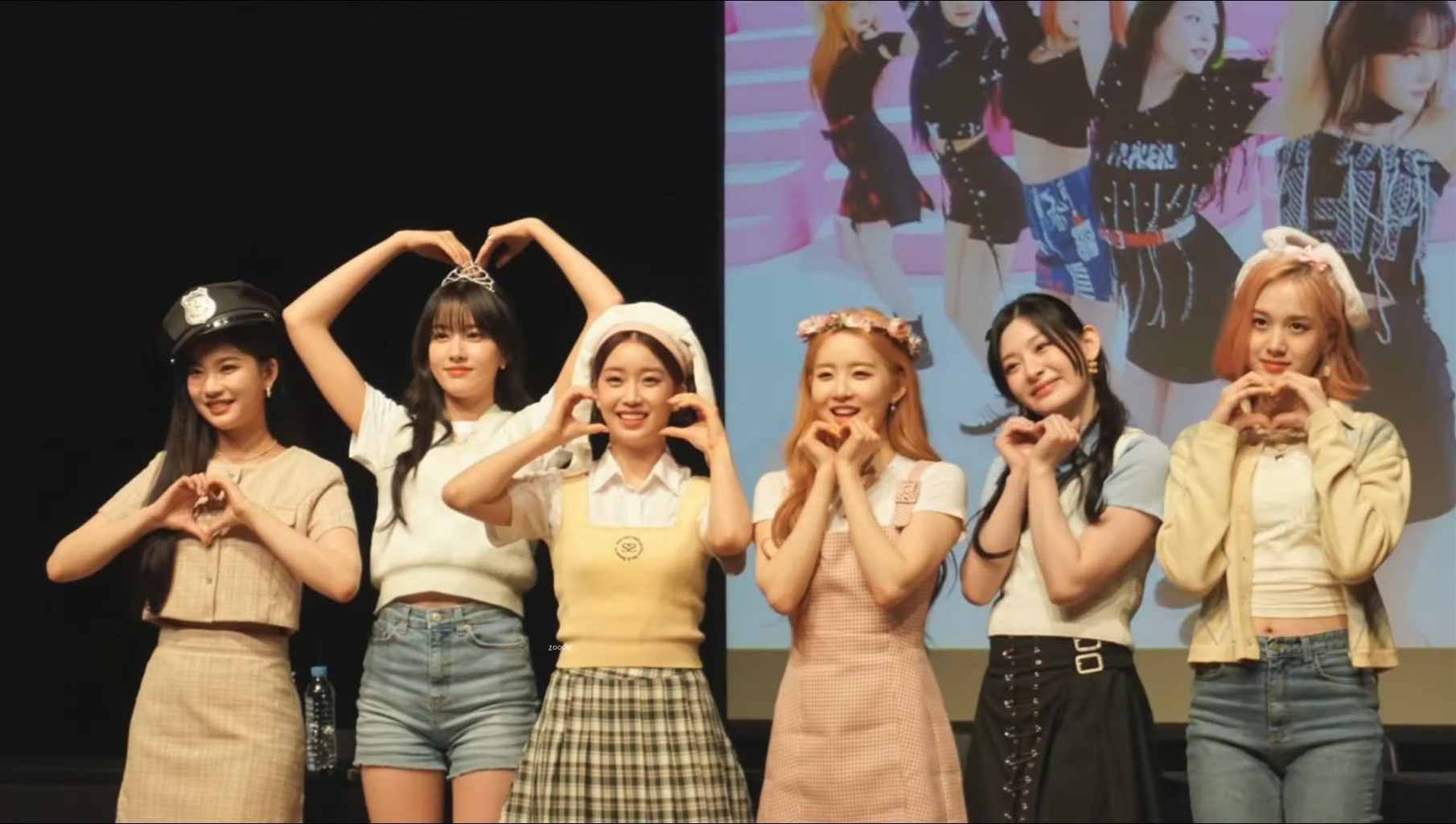
STAYC 5 maja 2021

31 grudnia STAYC ujawniły nazwę swojego fandomu, która brzmi Swith (kor. 스욋).
24 marca 2021 roku zapowiedziano comeback grupy przewidziany na 8 kwietnia, wraz z wydaniem ich drugiego single albumu Staydom, którego głównym utworem będzie ASAP. 4 sierpnia High Up Entertainment ogłosiło, że grupa powróci wraz z wydaniem swojego pierwszego minialbumu na początku września. Album ukaże się 6 września i będzie nosił tytuł Stereotype. 14 września grupa zdobyła swoją pierwszą nagrodę muzyczną w programie The Show z łączną liczbą 8760 punktów. 2 grudnia STAYC zdobyły nagrodę „AAA Nowa Fala” podczas Asia Artist Awards 2021.

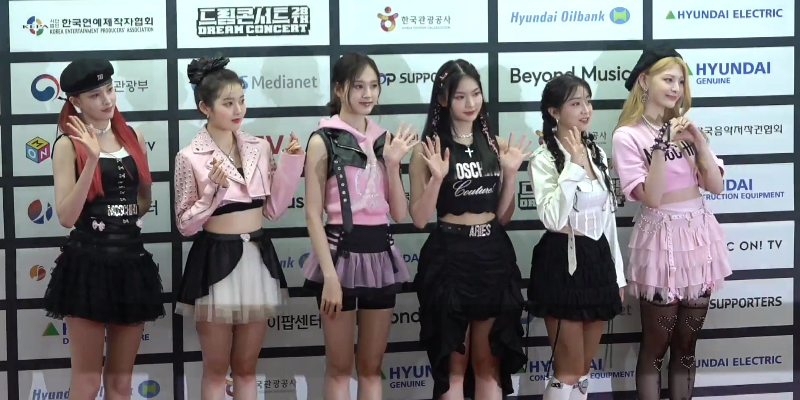
STAYC na One Dream Concert 2022

### 2022:Young-Luv.com,We Need Love, debiut w Japonii zPoppy
28 stycznia 2022 High Up Entertainment ogłosiło, że STAYC wydadzą nowy album w lutym 2022. 7 lutego ogłoszono, że 21 lutego grupa wyda swój drugi minialbum Young-Luv.com. Minialbum zadebiutował na szczycie Gaon Album Chart, stając się ich pierwszym albumem, który osiągnął 1. miejsce na liście. 15 maja grupa zaprezentowała swoją nową piosenkę „Star”, ósmy singel ze ścieżki dźwiękowej do koreańskiej dramy „Our Blues” stacji tvN. Jest to pierwsza piosenka do ścieżki dźwiękowej wydana przez grupę od czasu ich debiutu. 28 czerwca High Up Entertainment ogłosiło, że grupa STAYC odwiedzi sześć miast w Stanach Zjednoczonych w ramach nadchodzącego wydarzenia KCON U.S. Tour. Pierwszy występ odbędzie się 23 sierpnia w San Francisco, a ostatni 1 września w Nowym Jorku. 1 lipca ogłoszono, że grupa wyda swój trzeci single album We Need Love 19 lipca. Poinformowano również, że grupa zorganizuje swoje pierwsze spotkanie z fanami 13 sierpnia. 22 września dziewczyny wystąpiły na ceremonii wręczenia nagród Seoul International Drama Awards 2022, która odbyła się w KBS Hall w Seulu. 1 października grupa wystąpiła w Rijadzie w Arabii Saudyjskiej na KCON 2022 Saudi Arabia. 13 października High Up Entertainment poinformowało na Twitterze, że 3 grudnia STAYC zorganizują swoje pierwsze zagraniczne spotkanie z fanami w Manili na Filipinach. Dzień później 14 października ogłoszono, że grupa zadebiutuje w Japonii z singlem Poppy, który ukaże się 23 listopada.
Singel zostanie wydany w trzech unikalnych wersjach, w edycji limitowanej, standardowej i UNIVERSAL, a także w sześciu wersjach poszczególnych członkiń. 12 listopada, aby uczcić drugą rocznicę debiutu grupy, STAYC przygotowały specjalny prezent dla swoich fanów w postaci teledysku do piosenki „Young Luv” z ich drugiego minialbumu. Debiutancki występ w Japonii STAYC Japan Debut Showcase - Star To A Young Culture zaplanowano na 21 listopada.

### 2023:Teddy Bear,TeenfreshiLit

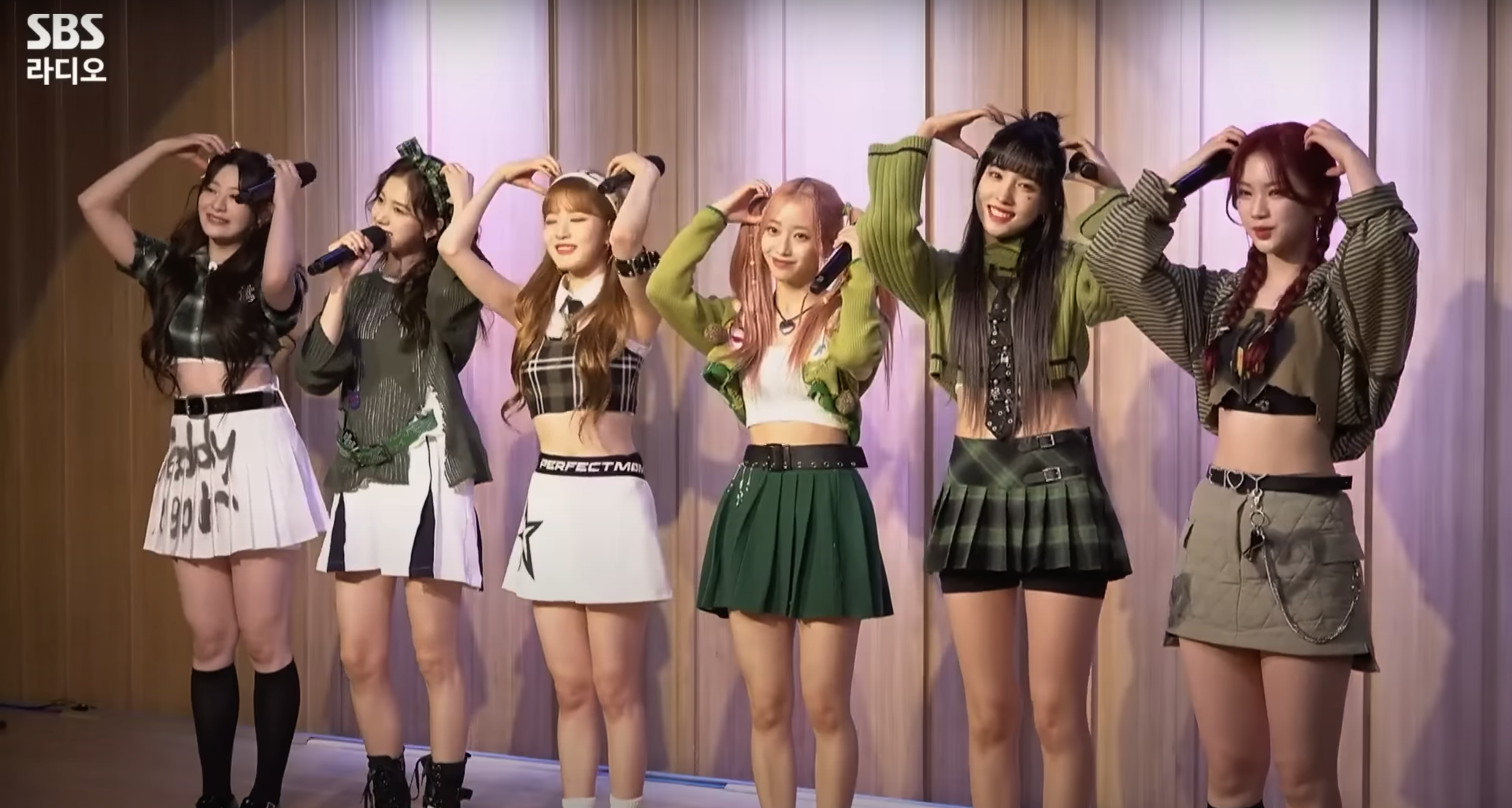
STAYC w radiu SBS 23 lutego 2023

18 stycznia 2023 roku High Up Entertainment ogłosiło, że STAYC wyda swój czwarty single album w lutym. 31 stycznia poinformowano, że single album będzie nosił nazwę Teddy Bear i ukaże się 14 lutego. Swoją pierwszą nagrodę z piosenką „Teddy Bear” dziewczyny odniosły 21 lutego w programie The Show, w którym zajęły pierwsze miejsce.
22 lutego ogłoszono, że grupa po raz pierwszy powróci do Japonii z singlem Teddy Bear, którego wydanie zaplanowano na 5 kwietnia tego samego roku. Singiel będzie zawierał japońskie wersje piosenek „Teddy Bear” i „Stereotype”. W tym samym czasie ogłoszono, że w Osace i Tokio odbędą się dwa wydarzenia towarzyszące temu wydaniu.
16 lipca ogłoszono, że grupa czyni ostatnie przygotowania do swojego powrotu 16 sierpnia z trzecim minialbumem Teenfresh, zawierającym singel Bubble. Pierwsza światowa trasa koncertowa grupy, STAYC 1ST WORLD TOUR [TEENFRESH], została ogłoszona 27 lipca i rozpocznie się 23 września w Seulu. Trasa obejmie Azję i Amerykę Północną, z datami od września do lutego 2024 roku. Podczas trasy wykonali dla swoich fanów niewydany wcześniej utwór „Flexing on my ex”.
19 września ogłoszono, że w grudniu grupa wyda swój trzeci japoński singel Lit. Singel miał swoją premierę 6 grudnia.

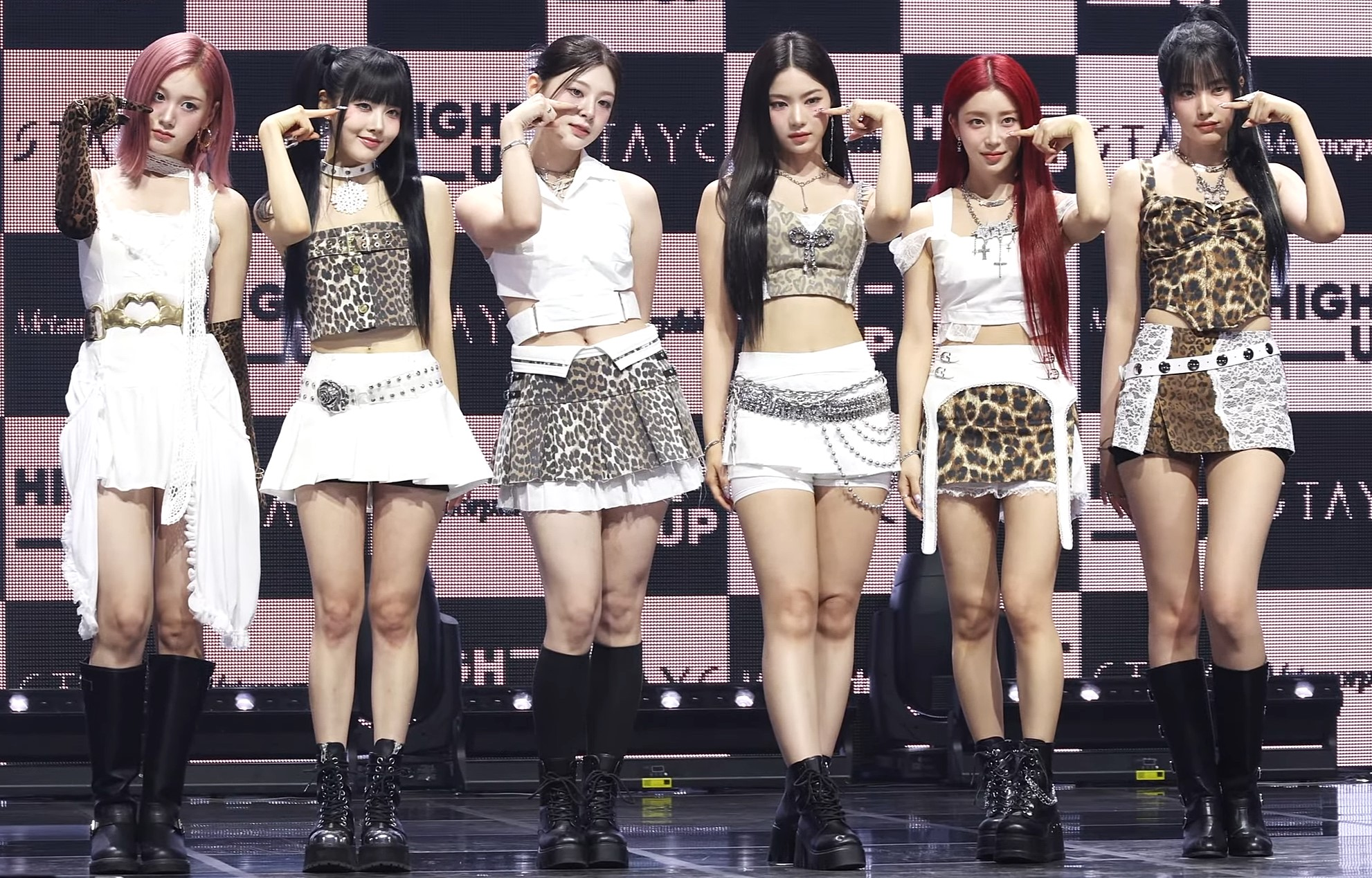
STAYC podczas prezentacji albumu Metamorphic 1 lipca 2024

### Od 2024: Pierwszy album studyjnyMetamorphic,MEOW/Cheeky Icy Thang-Japanese Ver.-,...liGPT -Japanese Ver.- / Tell Me Now
Na początku stycznia grupa oficjalnie ogłosiła plany europejskiej części swojej pierwszej światowej trasy koncertowej „TEENFRESH”: po tournée po Azji w styczniu i lutym, STAYC wyruszy do Europy w marcu, występując w Londynie, Paryżu, Berlinie i Warszawie. Trasa grupy zakończyła się 10 marca. 15 marca grupa wydała remake utworu Twice „Fancy” zatytułowany „Fancy - Spotify Singles” w ramach projektu Spotify Singles.
3 czerwca High Up Entertainment ogłosiło, że pierwszy album studyjny STAYC Metamorphic ukaże się 1 lipca. Album będzie promował singel Cheeky Icy Thang. 11 lipca 2024 podano, że grupa wyda swój czwarty japoński singel MEOW/Cheeky Icy Thang-Japanese Ver.-, który ukazał się 21 sierpnia.
17 października 2024 roku High Up Entertainment ogłosiło, że 30 października STAYC wyda swój piąty single album zatytułowany ...l z głównym singlem „GPT”. Japońska wersja „GPT” została wydana 13 listopada, wraz z piosenką „Tell Me Now”.

## Członkinie
| Wizerunek                                                                                               | Pseudonim   | Pseudonim | Prawdziwe imię | Prawdziwe imię | Data urodzenia        | Pozycja            | Reprezentatywny kolor | Uwagi                                  |
| Wizerunek                                                                                               | Latynizacja | Hangul    | Latynizacja    | Hangul         | Data urodzenia        | Pozycja            | Reprezentatywny kolor | Uwagi                                  |
| --- | ----------- | --------- | -------------- | -------------- | --------------------- | ------------------ | --------------------- | -------------------------------------- |
| | Sumin       | 수민      | Bae Su-min     | 배수민         | 13 marca 2001(dts)    | wokal, rap         | różowy                | liderka: Listopad 2020 – kwiecień 2023 |
| | Sieun       | 시은      | Park Si-eun    | 박시은         | 1 sierpnia 2001(dts)  | główny wokal       | biały                 | liderka: kwiecień 2023 –               |
| | Isa         | 아이사    | Lee Chae-young | 이채영         | 23 stycznia 2002(dts) | główny wokal       | czarny                |                                        |
| | Seeun       | 세은      | Yoon Se-eun    | 윤세은         | 14 czerwca 2003(dts)  | wokal              | niebieski             | liderka: kwiecień 2023 –               |
| | Yoon        | 윤        | Shim Ja-yoon   | 심자윤         | 14 kwietnia 2004(dts) | główny wokal       | zielony               |                                        |
| | J           | 재이      | Jang Ye-eun    | 장예은         | 9 grudnia 2004(dts)   | wokal, rap, maknae | czerwony              |                                        |
| * Po 1 kwietnia 2023 roku pozycja liderki grupy jest rotacyjna, może obejmować jedną lub kilka członkiń |             |           |                |                |                       |                    |                       |                                        |

## Dyskografia

### Single album
- 2020: Star To A Young Culture
- 2021: Staydom
- 2022: We Need Love
- 2023: Teddy Bear
- 2024: ...l

### Minialbum
- 2021: Stereotype
- 2022: Young-Luv.com
- 2023: Teenfresh

### Album
- 2024: Metamorphic

### Inne single
- 2024: Fancy - Spotify Singles

### Ścieżka dźwiękowa
- 2022: Our Blues

### Single koreańskie
- 2020: So Bad
- 2021: ASAP
- 2021: Stereotype
- 2022: Run2U
- 2022: Beautiful Monster
- 2023: Poppy (Korean Ver.)
- 2023: Teddy Bear
- 2023: Bubble
- 2024: Cheeky Icy Thang
- 2024: GPT

### Single japońskie
- 2022: Poppy
- 2023: Teddy Bear -Japanese Ver.-
- 2023: Lit
- 2024: MEOW/Cheeky Icy Thang-Japanese Ver.-
- 2024: GPT -Japanese Ver.- / Tell Me Now

## Filmografia
| Rok            | Tytuł                        | Typ programu                 | Przy.  |
| -------------- | ---------------------------- | ---------------------------- | ------ |
| 2020 – obecnie | „Stay:See”                   | Kulisy działalności członkiń | [ 74 ] |
| 2021           | „Staycation”                 | Reality show                 | [ 75 ] |
| 2023           | „Pang Pang STAYC”            | Reality show                 | [ 76 ] |
| 2023           | „STAYC's Burden Transaction” | Seria programów rozrywkowych | [ 77 ] |

## Trasy koncertowe
| Rok       | Tytuł                              | Uwagi | Przy.         |
| --------- | ---------------------------------- | --- | ------------- |
| 2023/2024 | „STAYC 1ST WORLD TOUR [TEENFRESH]” | Pierwsza światowa trasa koncertowa zorganizowana przez STAYC. Trasa rozpoczęła się dwudniowym koncertem w Olympic Hall w Seulu w Korei Południowej w dniach 23 i 24 września 2023 roku, a zakończyła 10 marca 2024 w Warszawie. | [ 78 ] [ 79 ] |

## Inne przedsięwzięcia

### Reklamowanie produktów
1 kwietnia 2021 r. ogłoszono, że grupa została wybrana na twarz linii kosmetyków LG Household & Health Care. 27 lipca STAYC zostały wybrane do kampanii słuchawek marki Philips. 2 sierpnia grupa została wybrana na nową twarz marki soczewek kontaktowych LENS ME. 10 września dziewczyny wybrano na twarz marki torebek Samantha Thavasa, ekologicznej marki torebek My Shell oraz linii perfum Celluver.

## Kontrowersje

### Oskarżenie o plagiat
16 listopada 2020 r. południowokoreańscy internauci zauważyli, że fragmenty teledysku STAYC do piosenki „So Bad” przypominają teledysk Miley Cyrus do piosenki „Midnight Sky”. Kilka dni po oskarżeniu firma High Up Entertainment oświadczyła, że nie była świadoma tego, co się stało i poprosiła producentów teledysku o opinie, obiecując, że będzie bardziej ostrożna. Producent, Regend Films, skomentował, że nie zamierzali plagiatować, a jedynie wykorzystali elementy, których używali już w innych produkcjach, ale mimo to przeprosili.